# Roemenië op het Eurovisiesongfestival 2023

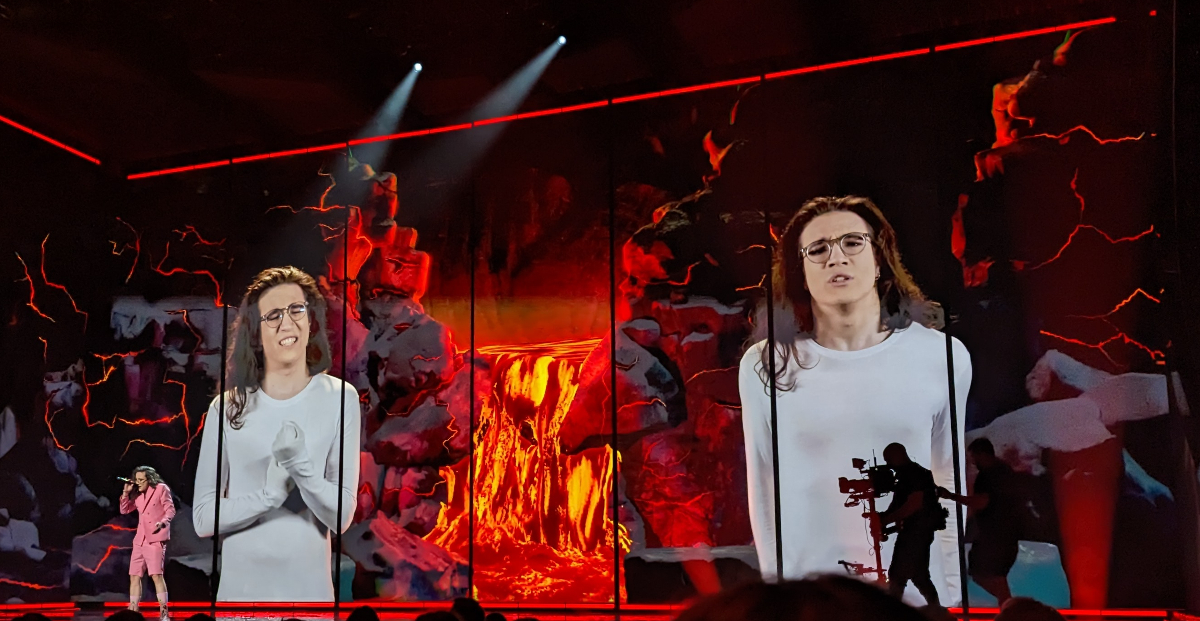
Theodor Andrei tijdens de tweede halve finale in Liverpool.

Roemenië nam deel aan het Eurovisiesongfestival 2023 in Liverpool, Verenigd Koninkrijk. TVR was verantwoordelijk voor de Roemeense bijdrage voor de editie van 2023.

## Selectieprocedure
Naar jaarlijks gewoonte koos Roemenië zijn act voor het Eurovisiesongfestival weer via de nationale finale Selecţia Naţională. Echter werden er wel wat wijzigingen aangebracht in het format in tegenstelling tot vorig jaar werd er geen uitgebreide online selectie gehouden. Ook kwamen de halve finales te vervallen. Daarnaast werd er tijdens de stemming geen gebruik meer gemaakt van een vakjury. Geïnteresseerden kregen van de Roemeense staatsomroep van 10 november 2022 tot en met 16 december 2022 de tijd om een lied in te sturen. Een selectiecomité duidde vervolgens de twaalf finalisten aan die mochten aantreden in Selecţia Naţională 2023, op 11 februari 2024. Tijdens de nationale finale werden de stemmen voor de helft uitgedeeld door het publiek via een online stemming, en voor de andere helft door het publiek via televoting.
In totaal ontving de Roemeense openbare omroep 48 inzendingen dat waren er drie meer dan in 2022 toen er 45 inzendingen waren ontvangen. De deelnemers aan de nationale finale werden 17 december bekendgemaakt.
De finale vond plaats op 11 februari, deze werd uiteindelijk gewonnen door Theodor Andrei met het lied D.G.T. (Off and on). Roemenië neemt sinds 1994 deel aan het Eurovisie Songfestival en de hoogst genoteerde positie is twee maal een derde plaats met ‘Let Me Try’ (2005) en ‘Playing With Fire’ (2010). In 2022 werd Roemenië in Turijn vertegenwoordigd door WRS die 18e werd in de finale. In Liverpool zal de Roemeense kandidaat in de tweede halve finale uitkomen.

## Selecţia Naţională 2023
11 februari 2023
| Plaats | Artiest                                      | Lied                | Onlinestemming | Televoting | Totaal |
| ------ | -------------------------------------------- | ------------------- | -------------- | ---------- | ------ |
| 1      | Theodor Andrei                               | D.G.T. (Off and On) | 2,674          | 2,556      | 5,230  |
| 2      | Andreea D Folclor Orchestra                  | Perinița mea        | 2,896          | 1,946      | 4,845  |
| 3      | Andrei Duțu                                  | Statues             | 2,269          | 2,033      | 4,302  |
| 4      | Aledaida                                     | Bla Bla Bla         | 2,118          | 2,132      | 4,250  |
| 5      | Amia                                         | Puppet              | 2,346          | 1,886      | 4,232  |
| 6      | Steven Roho, Gabriella and Formația Albatros | Lele                | 1,626          | 1,231      | 2,857  |
| 7      | Maryliss                                     | Hai vino            | 1,497          | 974        | 2,471  |
| 8      | JaxMan                                       | Bad & Cool          | 1,271          | 1,188      | 2,459  |
| 9      | Deiona                                       | Call on Me          | 925            | 953        | 1,878  |
| 10     | Andrada Popa                                 | No Time for Me      | 704            | 902        | 1,606  |
| 11     | Ocean Drive                                  | Take You Home       | 867            | 602        | 1,469  |
| 12     | Adriana Moraru                               | Faralaes            | 510            | 415        | 925    |

## In Liverpool
Roemenië trad aan in de tweede halve finale, op donderdag 11 mei. Het land wist de finale niet te bereiken, later werd door de EBU bekend gemaakt dat Roemenië puntloos bleef in de halve finale.